# Marjatta Kajosmaa
Ritva Marjatta Kajosmaa z d. Sakki (ur. 3 lutego 1938 w Vehkalahti) – fińska biegaczka narciarska, czterokrotna medalistka olimpijska i dwukrotna medalistka mistrzostw świata

## Kariera
Igrzyska olimpijskie w Grenoble w 1968 r. były jej olimpijskim debiutem. Zajęła tam 5. miejsce w biegach na 5 i 10 km stylem klasycznym, a wraz z koleżankami z reprezentacji zajęła 4. miejsce w sztafecie 3 × 5 km. Największe sukcesy osiągnęła podczas igrzysk olimpijskich w Sapporo. Indywidualnie wywalczyła brązowy medal w biegu na 10 km oraz srebrny medal w biegu na 5 km stylem klasycznym, w którym lepsza okazała się jedynie Galina Kułakowa ze Związku Radzieckiego. Ponadto razem z Heleną Takalo i Hilkką Riihivuori zdobyła srebrny medal w sztafecie. Startowała także na igrzyskach olimpijskich w Innsbrucku w 1976 r. Razem z Liisą Suihkonen, Hilkką Riihivuori i Heleną Takalo zdobyła kolejny srebrny medal, tym razem w sztafecie 4 × 5 km. Jej najlepszym indywidualnym wynikiem na tych igrzyskach było 9. miejsce w biegu na 5 km stylem klasycznym.
W 1970 r. wystartowała na mistrzostwach świata w Wysokich Tatrach, gdzie zdobyła dwa medale. W biegu na 10 km zdobyła srebrny medal, wyprzedziła ją jedynie Alewtina Olunina z ZSRR. Razem z Senją Pusulą i Heleną Takalo zdobyła brązowy medal w sztafecie. Na tych samych mistrzostwach zajęła także 4. miejsce w biegu na 5 km stylem klasycznym. Walkę o brązowy medal przegrała kolejną radziecką narciarką Niną Fiodorową. Startowała także na mistrzostwach świata w Falun w 1974 r. Zajęła tam 9. miejsce w biegu na 10 km oraz czwarte miejsce w sztafecie. Na późniejszych mistrzostwach świata już nie startowała.
W 1969 roku wygrała biegi na 5 i 10 km podczas Holmenkollen Ski Festival. Wyczyn ten powtórzyła jeszcze dwukrotnie: w 1972 i 1973 r. Co więcej w 1971 r. wygrała bieg na 10 km. W tym samym roku została nagrodzona medalem Holmenkollen wraz z dwojgiem norweskich biegaczy narciarskich Berit Mørdre Lammedal i Reidarem Hjermstadem.

## Osiągnięcia

### Igrzyska olimpijskie
| Miejsce | Dzień     | Rok  | Miejscowość | Konkurencja             | Czas biegu | Strata   | Zwyciężczyni     |
| ------- | --------- | ---- | ----------- | ----------------------- | ---------- | -------- | ---------------- |
| 5.      | 9 lutego  | 1968 | Grenoble    | 10 km stylem klasycznym | 36:46,5    | +1:22,5  | Toini Gustafsson |
| 5.      | 13 lutego | 1968 | Grenoble    | 5 km stylem klasycznym  | 16:45,2    | +9,4     | Toini Gustafsson |
| 4.      | 16 lutego | 1968 | Grenoble    | Sztafeta 3 × 5 km       | 57:30,0    | +1:15,1  | Norwegia         |
| 3.      | 6 lutego  | 1972 | Sapporo     | 10 km stylem klasycznym | 34:17,82   | +38,63   | Galina Kułakowa  |
| 2.      | 9 lutego  | 1972 | Sapporo     | 5 km stylem klasycznym  | 30:13,41   | +5,0     | Galina Kułakowa  |
| 2.      | 12 lutego | 1972 | Sapporo     | Sztafeta 3 × 5 km       | 48:46,15   | +33,22   | ZSRR             |
| 9.      | 7 lutego  | 1976 | Innsbruck   | 5 km stylem klasycznym  | 15:48,69   | +47,56   | Helena Takalo    |
| 11.     | 10 lutego | 1976 | Innsbruck   | 10 km stylem klasycznym | 30:13,41   | +1:22,09 | Raisa Smietanina |
| 2.      | 12 lutego | 1976 | Innsbruck   | Sztafeta 4 × 5 km       | 1:07:49,75 | +46,82   | ZSRR             |

### Mistrzostwa świata
| Miejsce | Dzień     | Rok  | Miejscowość   | Konkurencja             | Czas biegu | Strata   | Zwyciężczyni     |
| ------- | --------- | ---- | ------------- | ----------------------- | ---------- | -------- | ---------------- |
| 4.      | 16 lutego | 1970 | Wysokie Tatry | 5 km stylem klasycznym  | 18:07,89   | +26,48   | Galina Kułakowa  |
| 2.      | 18 lutego | 1970 | Wysokie Tatry | 10 km stylem klasycznym | 36:19,00   | +21,05   | Alewtina Olunina |
| 3.      | 20 lutego | 1970 | Wysokie Tatry | Sztafeta 3 × 5 km       | 54:32,18   | +1:01,58 | ZSRR             |
| 9.      | 20 lutego | 1974 | Falun         | 10 km stylem klasycznym | 31:25,78   | +1:18,69 | Galina Kułakowa  |
| 4.      | 23 lutego | 1974 | Falun         | Sztafeta 4 × 5 km       | 1:02:57,39 | +11,75   | ZSRR             |